# Klukowe Lęgi
Klukowe Lęgi je přírodní rezervace o rozloze 835,21 ha. Leží ve Slovinském národním parku na severozápadním břehu jezera Łebsko v Pomořském vojvodství okrese Słupsk v gmině Smołdzino. Rezervace leží na trase podzimních tahů ptáků. Nejbližší města jsou Czołpino a Przybynin.

## Blízko leží také
- Boleniec
- Mierzeja